# 布呂訥斯克峰
46°22′45.2″N 8°37′02.8″E / 46.379222°N 8.617444°E
布呂訥斯克峰（德語：Pizzo di Brünesc）是瑞士的山峰，位於該國南部，由提契諾州負責管轄，屬於勒蓬廷阿爾卑斯山脈的一部分，海拔高度2,429米，每年平均降雨量2,204毫米。

## 外部連結
- Pizzo di Brünesc on Hikr （页面存档备份，存于）